# Viktor Fischer
Viktor Gorridsen Fischer, född 9 juni 1994, är en dansk tidigare fotbollsspelare.
Fischer är barnbarn till den danske före detta landslagsspelaren i fotboll, Poul Pedersen.

## Klubbkarriär
Den 31 januari 2018 värvades Fischer av FC Köpenhamn, där han skrev på ett femårskontrakt.
Den 30 juli 2021 värvades Fischer av belgiska Antwerp, där han skrev på ett fyraårskontrakt.

### Lån till AIK
Den 3 februari 2023 blev Fischer klar för AIK på ett låneavtal över säsongen 2023. Han gjorde sin debut för klubben den 18 februari 2023 i en 1–1-match mot Västerås SK i Svenska cupen då han blev inbytt i den 57:e matchminuten mot John Guidetti. Fischer gjorde både sitt första och andra mål för AIK den 26 februari 2023 i en 3–0-vinst borta mot Östersunds FK. Fischer blev därmed den första dansken att göra mål för AIK sedan Vilhelm Palme den 19 november 1911 (40 642 dagar).
Efter mycket skadebekymmer meddelades 29 juni 2023 att kontraktet bröts, och att han även avslutar spelarkarriären.